# Finam控股集团
Finam控股集团（英語：Finam_Holdings），是一家企業总部位於俄罗斯莫斯科的金融服务企业。该集团是Finam投资公司的母公司，俄罗斯最大的经纪商，2012年的交易金额达到7万亿卢布。Finam倡导积极直接的投资政策，注重于高新项目的收购。
Finam的子公司，包括CJSC Finam、资金管理公司Finam Management、Finam 全球投资基金、WhoTrades Ltd.、Finam银行、Finam培训中心、以及Finam调频广播站。在Finam的子公司中，运营所有大型股票、债券、期权和期货交易所，为外汇市场和差价合约提供交易。此外，Finam经营许多互惠基金，为资产、养老金和储蓄提供信托管理服务。

## 歷史沿革
1994年，Viktor Remsha建立了一家财务分析投资公司。
1996年，這家财务分析投资公司成为俄罗斯股票交易所的一家清算公司，并在诺亚布里斯克（秋明地区）成立了第一家地方分公司。20世纪最后十年，公司通过成为以下交易所会员，继续增发新股。这些交易所包括国家证券市场参与者协会NAUFOR，莫斯科证券交易所 (MSE), 圣彼得堡证券交易所, 莫斯科银行间外汇交易所(MICEX)和俄罗斯交易体系。
1999年，公司为投资者建立了第一家工作室，之后这里成为Finam培训中心，每年有超过10名学生在此接受培训。2000年，公司开始提供在线交易服务，成立了Finam.ru交易网站。
2002年，财务分析投资集团正式成为Finam控股集团。开始为其客户提供美国证券投资。
2004年，Finam收购Megavatt银行，随后更名为Finam银行。2006年，成熟的投资公司成立了，随后协助多家高新企业进行首次上市，其中包括移动电信股份公司OJSC Diod, OJSC俄罗斯导航技术公司以及OJSC Pharmasynthez。
2010年，Finam雄霸俄罗斯股票市场，享有最高交易量，交易额达到120.76824亿卢布。Finam通过成为法兰克福证券交易所会员迈向国际舞台。2011年，Finam成立了曼谷、北京和纽约分公司。
2012年，WhoTrades Ltd.成立，专为交易者建立的社交网络和经纪商，吸引来自全球的交易者。Finam全球投资基金成立，成为一个企业孵化器支持新创建的企业，面向全球扩张。Finam调频广播站跻身于莫斯科五大传媒资源。Finam银行名列于前40名的银行，因其拥有兑现业务的ATM的数量。
今天，Finam已在俄罗斯90多个城市建立分公司。

## 投资信息技术项目
Finam是俄罗斯信息技术投资的领导者。在以下网站享有控股权，如Mamba, MoneyMail, E-generator和SMI2。在Badoo和Shape Gmbh享有少量股权。Finam全球投资基金负责30多家企业的投资，投资组合总市值达到九千万美元。

## 外部連結
- https://web.archive.org/web/20130813074542/http://www.finamrus.com/aboutfin/welcome/default.asp
- http://investing.businessweek.com/research/stocks/private/person.asp?personId=30423617&privcapId=84579479&previousCapId=8793535&previousTitle=SBERBANK Archive.today的存檔，存档日期2013-07-30
- https://archive.today/20130730093246/http://www.finam.com.cy/about/welcome/default.asp
- https://web.archive.org/web/20131103112607/http://bankinru.com/bank/finam-bank
- http://www.crunchbase.com/company/mamba（页面存档备份，存于）
- https://web.archive.org/web/20130726112746/https://www.moneymail.ru/
- http://www.finam.ru/analysis/newsitem6A793/（页面存档备份，存于）
- http://www.crunchbase.com/company/badoo（页面存档备份，存于）
- http://www.prnewswire.com/news-releases/finam-invests-10-million-in-im-139228669.html（页面存档备份，存于）